# The Marriage Cheat
Pour plus de détails, voir Fiche technique et Distribution.
The Marriage Cheat est un film muet américain réalisé par John Griffith Wray et sorti en 1924.

## Fiche technique
- Réalisation : John Griffith Wray
- Scénario : C. Gardner Sullivan, d'après une histoire de Frank R. Adams[1]
- Production : Thomas H. Ince Corporation
- Distributeur : First National Pictures
- Photographie : Henry Sharp
- Durée : 70 minutes
- Dates de sortie: 
  - États-Unis : 5 avril 1924

## Distribution
- Leatrice Joy : Helen Canfield
- Adolphe Menjou : Bob Canfield
- Percy Marmont : Paul Mayne
- Laska Winter : Rosie
- Henry A. Barrows : acht Captain

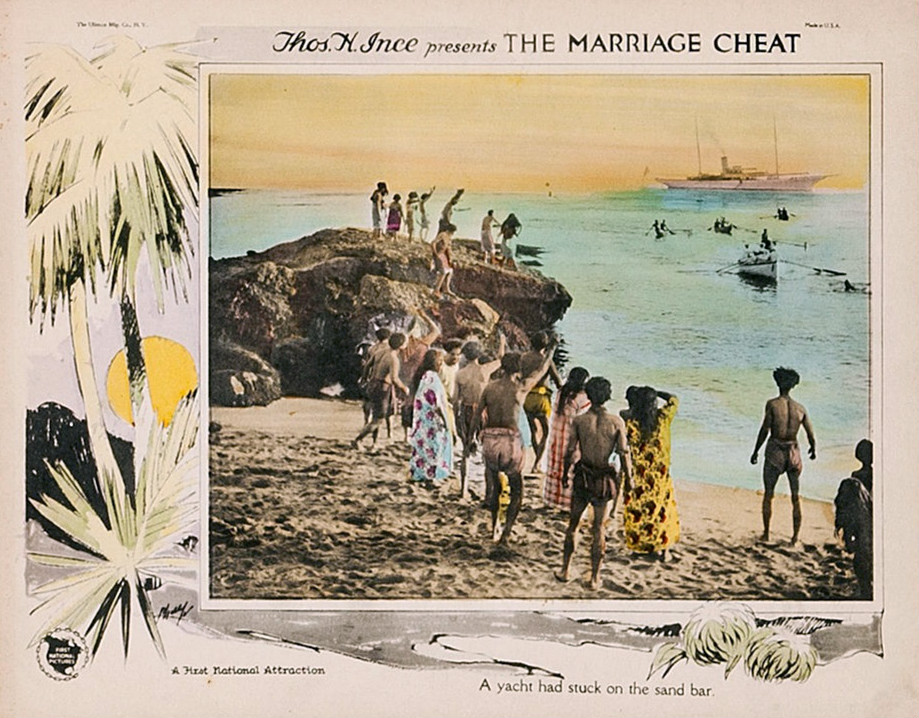
Carte promotionnelle du film

- J.P. Lockney : Supply Ship Captain